# قاعدة بريت
في الكيمياء العضوية، الجزيء المضاد لبريت هو جزيء جسري يحتوي على رابطة مزدوجة في رأس الجسر. أماقاعدة بريت (بالإنجليزية: Bredt's rule)‏ فهي الملاحظة التجريبية التي تقول أن مثل هذه الجزيئات تتشكل فقط في أنظمة حلقية كبيرة بما يكفي. على سبيل المثال، اثنان من متزامرات مركب النوربورنين التالية تنتهكان قاعدة بريت، وهما غير مستقران للغاية بحيث لا يمكن تحضيرهما:

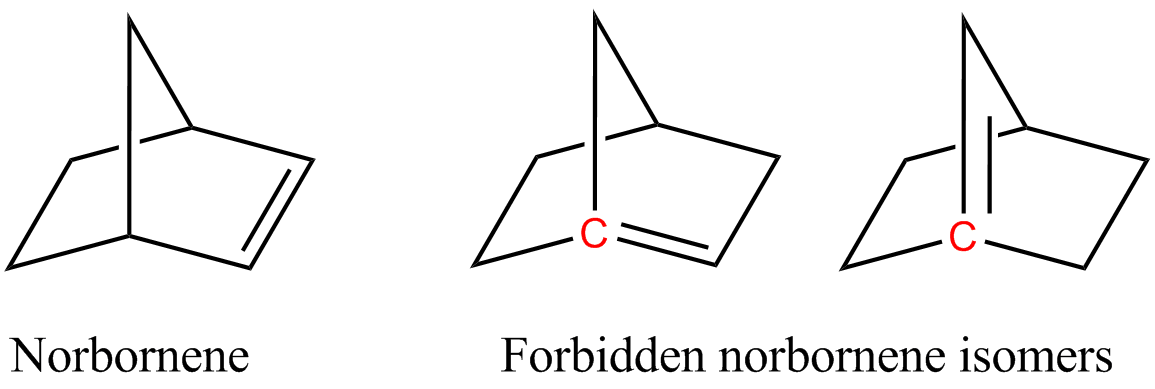
ذرات رأس الجسر تنتهك قاعدة بريت باللون الأحمر

تمت تسمية القاعدة على إسم يوليوس بريدت، الذي ناقشها لأول مرة في عام 1902 وتمكن من تدوينها بعدها في عام 1924.
تنشأ قاعدة بريت من الإنفعال الهندسي: الرابطة المزدوجة في ذرة رأس الجسر التي يجب بالضرورة أن تكون متحولة في حلقة واحدة على الأقل. أما بالنسبة للحلقات الصغيرة (أقل من ثماني ذرات)، لا يمكن الحصول على ألكين متحول بدون حلقة كبيرة وضغط الزاوية (المدارات p غير محاذية بشكل صحيح لرابطة π). تنطبق قاعدة بريت أيضًا على الكاتيونات الكربونية، وبدرجة أقل، عبر الجذور الحرة، لأن هذه الوسائط تفضل أيضًا الهندسة المستوية بزوايا 120 درجةوالتهجين sp2. ولا ينطبق هذا بشكل عام على الذرات غير المتجانسة الفائقة التكافؤ كذلك، على الرغم من كتابتها عادةً برابطة مزدوجة رسمية.
هناك برنامج بحثي نشط للبحث عن جزيئات بريت المضادة، خاصة مع النجاح الذي تم قياسه في S، عدد الذرات غير الجسرية. يحتوي نظام النوربورنين أعلاه على S = 5، وقد افترض فوسيت في الأصل أن الاستقرار يتطلب S ≥ 9 في الأنظمة الدورية وS ≥ 11 في الأنظمة ثلاثية الحلقات. بالنسبة للأنظمة الدائرية، تشير الأمثلة الآن إلى حد S ≥ 7 مع تحضير العديد من هذه المركبات. نتيجة لذلك، يمكن العثور على الروابط المزدوجة لرأس الجسر في بعض المنتجات الطبيعية.
يمكن لقاعدة بريت التنبؤ بمدى جدوى تفاعلات الإزالة المتنافسة في نظام جسر. على سبيل المثال، تتحلل معقدات الألكيل المعدنية عادةً بسرعة عن طريق تفاعل حذف بيتا، ولكن الانفعال الهندسي لقاعدة بريت تمنع معقدات رباعي نوربورنيل من القيام بذلك. يخضع البيسيكلو[5.3.1]و حمض أونديكان-11-ون-1-كربوكسيليك لعملية إزالة الكربوكسيل عند التسخين إلى 132 درجة مئوية. ولكن المركب المماثل حمض البيسيكلو[2.2.1]هبتان-7-ون-1-كربوكسيليك يظل مستقرًا بعد 500 درجة مئوية. °C، لأن عملية إزالة الكربوكسيل تتم من خلال إينولجزيء بريت المضاد.
قد تمنع قاعدة بريت أيضًا الجزيء من الرنين الفيزيائي مع بعض متزامرات الرابطة التكافؤية. لا يُظهر كوينوكليدونيوم 2 التفاعل المعتاد للأميد، لأن التومومر الإيمينويثيري من شأنه أن ينتهك قوانين القاعدة.